# Robert Frank (personaggio)
Robert L. Frank, più conosciuto come Trottola (Whizzer), è un personaggio dei fumetti, creato da Al Avison (testi) e Al Gabriele (disegni). Appartenente alla Golden Age, è stato pubblicato dalla Timely Comics (divenuta in seguito Marvel Comics). La sua prima apparizione è in U.S.A. Comics n. 1 del 1941.

## Biografia del personaggio
Robert Frank fu un supereroe in attività durante la seconda guerra mondiale, ribattezzato Trottola per la sua capacità di muoversi a supervelocità. Figlio di un famoso medico, durante una visita in Africa Frank venne morso da un cobra. Non essendoci donatori di sangue compatibili, il padre si ritrova a dover fare una trasfusione al figlio con sangue di mangusta. Una volta ripresosi Robert scopre di aver ricevuto il dono della super velocità. Lottò contro le forze dell'asse per tutto il conflitto assieme ad altri supereroi, prima sul territorio nazionale assieme alla Legione della Libertà e successivamente unendosi al supergruppo noto come gli Invasori, dove conobbe l'eroina nota come Miss America. In breve tempo i due s'innamorarono e divennero una coppia. Al termine della guerra fecero parte della All-Winners Squad, gruppo nato dalla fusione degli Invasori con la Legione della Libertà, fino alla fine all'inizio degli anni cinquanta, data del ritiro per la maggior parte dei supereroi della loro epoca.
Ritornò in azione per un breve periodo quando, nel tentativo di controllare il figlio mutante Nuklo, si alleò con i Vendicatori; quindi rivelò a Scarlet di essere suo padre, e che Miss America morì dandola alla luce insieme al fratello Quicksilver. In seguito proprio quest'ultimo scoprì che Miss America perse la vita dando alla luce un bambino morto, e che lui e la sorella Scarlet (figli di Magneto e di una donna di nome Magda) essendo ancora neonati vennero "offerti" dalla levatrice Bova a Frank nel tentativo di placare il suo dolore per la perdita della moglie. Vivrà alcune avventure con i Vendicatori, ma gravi problemi cardiaci lo convinceranno a ritirarsi in maniera definitiva. Nel tentativo di salvare suo figlio dal suo vecchio nemico Ibisa, Frank avrà un infarto che gli sarà fatale; tuttavia il suo sacrificio servirà a curare l'eccessivo livello di radiazioni di Nuklo che inizierà una vita normale. Trottola morirà con la certezza di essere il padre di Quicksilver e Scarlet, dato che quest'ultima non ebbe il coraggio di rivelargli la verità.

## Amalgam
Nell'universo Amalgam si fonde con un altro celebre velocista in attività nella seconda guerra mondiale, Jay Garrick ovvero il primo Flash della Golden Age, dando vita a Whiz, membro del All Star Winners Squadron ( All Star Squadron più All-Winners Squad), al pari di Supersoldato (Capitan America più Superman), di Aquamariner (Aquaman più Namor) e Lanterna Umana ( la Torcia Umana (originale) - Jim Hammond - più Lanterna Verde - Alan Scott -).

## Altri media

### Televisione

#### Marvel Cinematic Universe
- Trottola, interpretato da Jay Klaitz, fa un cameo nella serie televisiva MCU Jessica Jones.

#### Animazione
- Trottola compare nell'episodio in cinque parti "I guerrieri dimenticati" di Spider-Man - l'Uomo Ragno.
- Trottola compare in Ultimate Spider-Man.

## Cronologia dei fumetti
Trottola è apparso in numerosi albi:
- USA Comics n. 1, 2, 4, 6, da n. 8 a n. 12, 14, 15, 67, 17;
- Marvel Premiere n. 29 e 30 (Legione della Libertà);
- Marvel Two-in-One Annual n. 1 (Legione della Libertà);
- Invaders (prima serie) n. 6, dal n. 35 al n. 38, 40, 41;
- Invaders (seconda serie) dal n. 1 al n. 4 (1993);
- Marvel Universe dal n. 1 al n. 3 (1998);
- All Winners Comics (prima serie) dal n. 2 al n. 5, dal n. 7 al n. 11, dal n. 13 al n. 18, n. 19 (Capitolo: 1, 3 e 7);
- Amazing Comics n. 1 (autunno 1944): The Mad Minute;
- Complete Comics (serie continuava da Amazing Comics) n. 2 (inverno 1944/1945): The speed traps.